# Sky Deutschland
Sky Deutschland GmbH, conhecida apenas como Sky, é uma empresa de mídia alemã que opera uma plataforma de transmissão direta de televisão por assinatura via satélite na Alemanha, Áustria, Liechtenstein e Suíça (via Teleclub), oferecendo uma coleção de canais digitais básicos por assinatura e premium de diferentes categorias. A Sky Deutschland é uma subsidiária integral da Sky Group Ltd., de propriedade da Comcast. O serviço de programação propriamente dito é fornecido pela subsidiária Sky Deutschland Fernsehen GmbH & Co. KG (antiga Premiere Fernsehen GmbH & Co. KG). A empresa atingiu 3 milhões de assinantes até no final de 2011. A partir do segundo trimestre de 2014, a Sky Deutschland tem mais de 4 milhões de assinantes.

## História

Primeiro logotipo da Premiere (1991 a 1998)

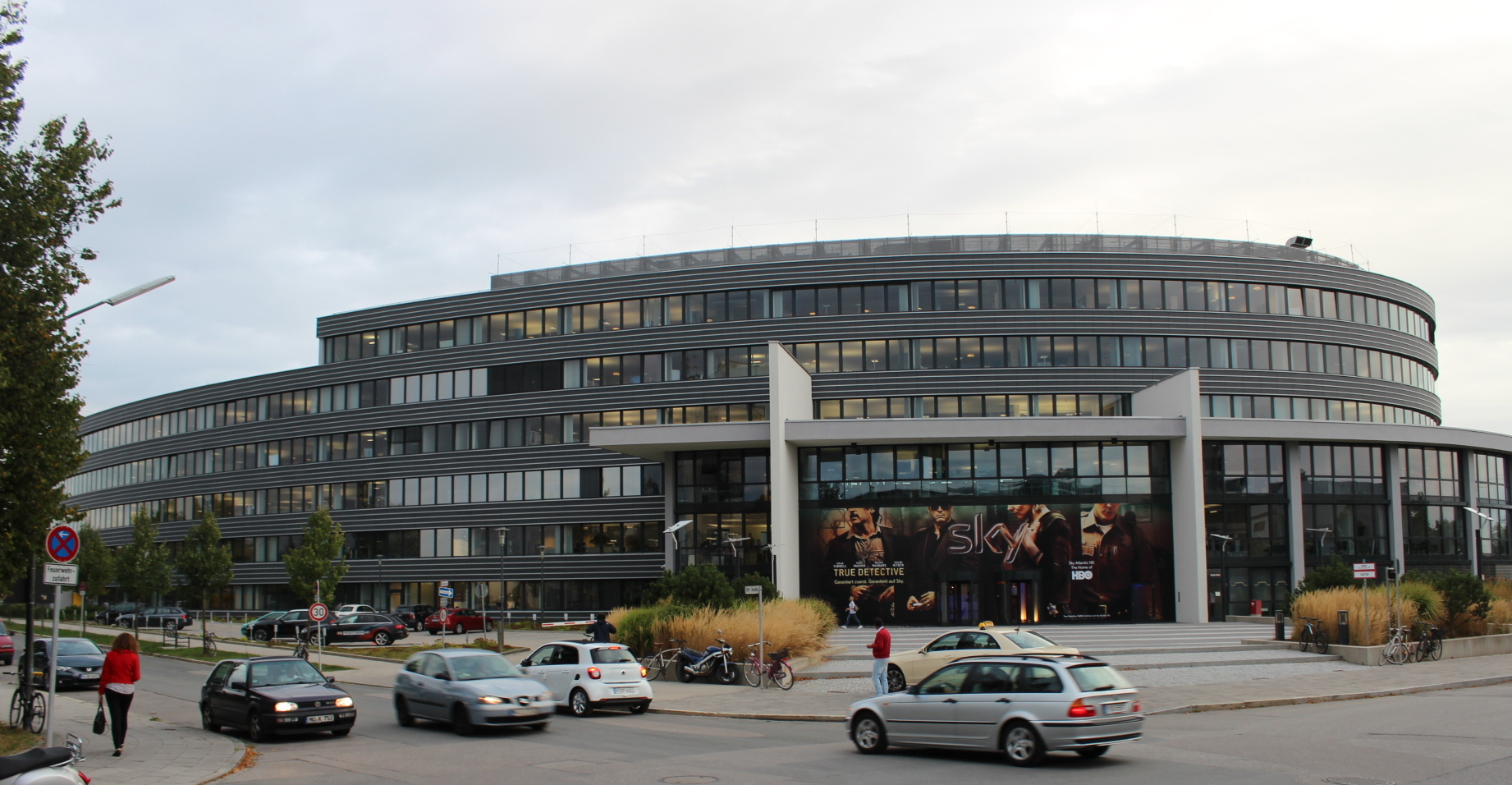
Sede da Sky alemã em Unterföhring, Alemanha.

A Sky alemã teve origem no canal analógico premium Premiere, criado em 1991 pelo Kirch Group, Bertelsmann e Canal+. Em 1996, a Kirch Media lançou a plataforma digital DF1, que se fundiu com a Premiere em 1999 para formar a Premiere World, renomeada simplesmente como Premiere em 2002. Após a falência do Kirch Group, o grupo Permira assumiu o controle em 2003 e, em 2005, lançou uma oferta pública inicial. Em 2007, a Premiere lançou o pacote Premiere Star, com canais não exclusivos. Em 2008, a News Corporation comprou uma participação significativa na Premiere, renomeando-a para Sky Deutschland em 2009. A Sky também oferece serviços para estabelecimentos comerciais. Em 2013, após a divisão da News Corporation, a 21st Century Fox manteve a participação majoritária na Sky Deutschland.
Em 12 de maio de 2014, a BSkyB anunciou negociações com a 21st Century Fox para adquirir 57,4% da Sky Deutschland e 100% da Sky Italia, consolidando os ativos europeus da Fox em uma única empresa chamada "Sky Europe". A aquisição foi formalizada em 25 de julho de 2014, e a BSkyB aumentou sua participação na Sky Deutschland para 89,71%, concluindo as aquisições em 13 de novembro. Em 21 de novembro de 2014, a BSkyB mudou seu nome para Sky plc e, em 2015, comprou os acionistas restantes da Sky Deutschland, retirando a empresa da bolsa de valores de Frankfurt. Em 17 de novembro de 2016, a Sky Deutschland e a WWE assinaram um acordo para transmitir eventos pay-per-view e programas ao vivo.
Em maio de 2017, a Sky Deutschland adquiriu a Homedia e lançou serviços OTT na Suíça.

## Serviços e Plataformas
Ao contrário da Premiere, que contava com a certificação de receptores digitais de vários fabricantes desde os anos 2000, a Sky segue uma política de receptores digitais internos. A Sky ainda pode ser usada com receptores de vários fabricantes, mas algumas ofertas adicionais só podem ser usadas com receptores Sky da própria empresa. Desde 18 de novembro de 2015, todos os programas da plataforma Sky (exceto programas da plataforma HD+) só podem ser recebidos via satélite via DVB-S2.

### Sky+

Antigo logo da Sky+.

Em agosto de 2009, a Sky lançou seu próprio receptor digital Pace Sky HD 1. Com o Pace S PVR HD 1, um gravador HD foi oferecido em maio de 2010. O disco rígido instalado nele tinha capacidade de 320 GB. A Sky oferece discos rígidos externos desde dezembro de 2010. A Sky comercializa a combinação de receptor digital e disco rígido externo sob o nome “Sky+”. Em 26 de março de 2013, a Sky lançou um disco rígido externo com capacidade de 2 TB.

### HD, 3D e UHD
No início, o antecessor da Sky Deutschland, o Premiere, contava com transmissão em HD. A primeira operação regular de um canal HD na Alemanha e na Áustria foram os três canais Premiere HD, Premiere HD Sport e Premiere HD Thema em 19 de novembro de 2005 e desde a Copa do Mundo de Futebol de 2006 era em HDTV. A primeira transmissão ao vivo em HD foi o clássico da Bundesliga 1. FC Köln contra o FC Schalke 04. A Sky foi lançada com seis canais HD quando a transmissão começou em 2009. Desde 14 de março de 2010, a Sky oferece regularmente filmes, eventos esportivos, documentários e concertos em 3D no canal de eventos Sky 3D.  A transmissão foi realizada pelo método lado a lado. As operações regulares começaram em 13 de outubro de 2010. Sky 3D foi desligado novamente em 1º de julho de 2017. 
A primeira transmissão ao vivo em UHD de um jogo de futebol foi a do FC Bayern de Munique contra o Werder Bremen em 26 de abril de 2014, e a primeira transmissão de concerto em UHD e transmissão de teste com o Fantastischen Vier em 20 de dezembro  2014. Em meados de julho de 2015, a Sky anunciou que reservou capacidade para transmissão em Ultra HD da operadora de satélite Astra. No início de outubro de 2016, os canais lineares Sky Sport Bundesliga UHD e Sky Sport UHD foram os primeiros canais operados regularmente em UHD. Filmes e séries em UHD são oferecidos via Sky On Demand. UHD está disponível apenas em conjunto com o Sky Q.

### Ofertas além da televisão linear

#### Sky Home/Sky On Demand (anteriormente Sky Anytime)
Os receptores de disco rígido internos podem ser usados para usar o serviço de vídeo sob demanda que a Sky lançou em agosto de 2011 sob o Sky Anytime.  Esta é uma videoteca offline. Metade dos discos rígidos são usados para armazenar filmes transmitidos paralelamente ao sinal de transmissão e disponibilizá-los para recuperação. A estrutura é fornecida por um aplicativo que pode ser iniciado no receptor digital. O conteúdo é classificado por tópico. Dependendo da assinatura do consumidor, ele pode assistir programas que combinem com o conteúdo. Parte do conteúdo só pode ser acessado mediante o pagamento de uma taxa adicional - a Sky comercializa esta oferta sob o nome “Sky Select”.
Desde dezembro de 2014, a Sky oferece aos seus clientes Sky Home em conjunto com um receptor de disco rígido para usar um fluxo expandido através de uma conexão com a Internet (IPTV). Com o anúncio dos valores trimestrais em abril de 2015, foi anunciado que esta oferta seria disponibilizada também aos clientes com ligação por cabo. Em novembro de 2015, a oferta Sky Anytime foi renomeada como Sky On Demand.

#### Sky Go
A Sky oferece a maioria de seus programas ao vivo e filmes selecionados em sua plataforma Go desde abril de 2011.  O uso do Sky Go está vinculado a uma assinatura Sky. O âmbito da oferta depende do conteúdo subscrito. Sky Go pode ser usado em computadores, televisões, tablets e muitos smartphones. A Sky limita tecnicamente o acesso ao Sky Go a cinco dispositivos no total e um dispositivo por vez. Em 3 de agosto de 2015, a Sky anunciou que seria lançada a opção paga adicional Sky Go Extra. O conteúdo desejado é baixado do Sky Go e pode ser usado sem conexão com a internet.

#### WOW / Sky X

Logo do WOW

WOW é o serviço de streaming da Sky Deutschland desde junho de 2022,  por meio do qual o conteúdo do programa Sky pode ser assinado mensalmente e usado via streaming, independentemente de uma assinatura regular da Sky. Eles podem ser acessados pelos mesmos canais do Sky Go. O conteúdo oferecido é essencialmente idêntico ao da assinatura regular Sky, embora existam diferenças na estrutura do pacote e a nível técnico; por exemplo, nenhum conteúdo UHD é oferecido via WOW. De agosto de 2016 a junho de 2022, a oferta foi operada sob o nome Sky Ticket, e antes disso sob o nome Sky Online. Atualmente (a partir de março de 2024) são oferecidos três pacotes: séries, filmes & séries e esportes ao vivo. O pacote de séries inclui inúmeras séries, o pacote de filmes e séries também inclui filmes e o pacote de esportes ao vivo contém todos os esportes ao vivo que também são oferecidos por meio da assinatura regular da Sky, incluindo o conteúdo do pacote da Bundesliga, que está disponível deve ser adquirido separadamente com uma assinatura Sky regular. O pacote de séries (sem filmes) não está mais listado explicitamente desde 2024, mas pode ser obtido desmarcando o conteúdo do filme na compra do pacote Filmes & Séries. A contraparte austríaca do WOW é o serviço de streaming Sky X.

#### Sky Select

Logo do Sky Select

A Sky refere-se ao seu programa de pay-per-view como Sky Select. Trata-se principalmente de filmes atuais e raramente também de transmissão de eventos. Esses programas são transmitidos em canais especialmente reservados com atraso e ativados individualmente, se necessário. Desde maio de 2013, além do telefone e da internet, pode ser utilizado um canal de retorno do receptor interno para fazer o pedido. A partir de 1º de outubro de 2020, a Sky Select na área de filmes foi substituída pela nova Sky Store.

#### Sky Box
Os Sky Box Sets são um arquivo que consiste principalmente em séries. O conteúdo não é transmitido nos canais, mas pode ser reproduzido sob demanda. A programação inclui séries dos mais diversos gêneros. O acesso aos Sky Box Sets está disponível com o pacote Sky Entertainment ou com um Sky Ticket. 

## Canais
Os canais que compõem o pacote Sky transmitem a partir da posição do satélite Astra 19,2°E, utilizando os satélites Astra 1H, Astra 1L e Astra 1M. Todos os canais estão disponíveis em canais SD e HD separados. Entre 2004 e 2016, eles foram uplinkados pelo SES Platform Services (mais tarde MX1, agora parte do SES Video); os canais agora são transmitidos pela Sky Italia. SES Video (anteriormente MX1) fornece serviços de transmissão de backup.

### Atuais
- Sky One
- Sky Replay
- Sky Atlantic
- Sky Cinema
  - Sky Cinema Premieren
  - Sky Cinema Premieren +24
  - Sky Cinema Hits
  - Sky Cinema Action
  - Sky Cinema Fun
  - Sky Cinema Family
  - Sky Cinema Best of
- Sky Krimi
- Sky News UK
- Sky Sport 1-14 (1 UHD channel)
  - Sky Sport News HD
  - Sky Sport Austria
  - Sky Sport Bundesliga 1-9 (1 UHD channel)
- Sky Crime
- Sky Documentaries
- Sky Nature
- Sky Showcase

### Antigos
- Sky 3D (extinto, 1º de julho de 2017)[20]
- Sky Info (extinto)
- Sky Sport Fanzone (extinto, 25 de junho de 2017)[20]
- Sky Arts (somente sob demanda, canal linear extinto em 3 de abril de 2019)[21]
- Sky Select 1-10 (com NVOD / pay-per-view)
- Sky Comedy (extinto, 27 de setembro de 2023)

## Logotipos

Logotipos da empresa ao longo das décadas, desde 1991:
Primeiro logo do Premiere (1991 - 1998)
Logo do Premiere Digital (1998 - 1999)
Logo do Premiere World (1999 - 2002)
Logo do Premiere, sem a edição "World" (2007 - 2009)
Último logo da Premiere (2007 - 2009)
Logo da Sky Deutschland (2009 - 2019)